# Bras de Fort River
Der Bras de Fort River (auch: Batibou River) ist ein Zufluss des Blenheim River im Norden von Dominica im Parish Saint Andrew.

## Geographie
Der Bras de Fort River entspringt an einem nördlichen Ausläufer des Morne Turner auf ca. 500 m über dem Meer und fließt in kurvenreichem Lauf nach Norden. Er nimmt zahlreiche kleinere Zuflüsse auf, begrenzt Beauplan Estate nach Osten und erhält bei Bras de Fort Estate noch mehrere Zuflüsse. Östlich von La Source mündet er an einer großen Südschleife des Blenheim River in denselben. Westlich schließt sich das Einzugsgebiet der Moutine Ravine und Dunkin Ravine an und östlich das Einzugsgebiet des Torite River.
Der Fluss ist ca. 6,6 km lang.